# 克莱布希-高登系数
在量子力学中，克莱布希－高登系数（Clebsch–Gordan coefficients，简称 CG 系数，又称向量耦合系数等）是两个角动量耦合时，它们的本征函数的组合系数。
从数学的角度，克莱布希－高登系数出现在紧李群的表示论中，它研究的是两个不可约表示的张量积如何分解成不可约表示的直和。
克莱布希－高登系数因阿尔弗雷德·克莱布什和保罗·哥尔丹而得名。

## 记号
在本文中，在不引起混淆的情况下，省略算符上的尖号。用粗体来表示向量（算符），用非粗体表示标量（算符）。

## 角动量耦合的一般理论
本文的讨论从角动量的一般量子理论出发，以角动量算符的对易关系为基础，不涉及角动量算符在某个具体表象下的表示。相关内容可参见角动量算符对易关系一文。
给定了 j 之后，本征函数组
{\displaystyle |jm\rangle ,\quad m=-j,-j+1,\dots ,j-1,j}
张开成一个 2j+1 维的函数空间。
现在给定两个量子数 j1 和 j2，则其本征函数组张开的空间分别有 2j1+1 维
与 2j2+1 维。现考虑这两个函数空间的张量积
{\displaystyle V=V_{1}\otimes V_{2}=\operatorname {span} (\{|j_{1}m_{1}\rangle |m_{1}=-j_{1},-j_{1}+1,\dots ,j_{1}-1,j_{1}\})\otimes \operatorname {span} (\{|j_{2}m_{2}\rangle |m_{2}=-j_{2},-j_{2}+1,\dots ,j_{2}-1,j_{2}\})}
显然有
{\displaystyle V=\operatorname {span} (\{|j_{1}m_{1}\rangle |\otimes |j_{2}m_{2}\rangle |m_{1}=-j_{1},-j_{1}+1,\dots ,j_{1}-1,j_{1};m_{2}=-j_{2},-j_{2}+1,\dots ,j_{2}-1,j_{2}\})}
下面为简便起见，定义新的记号
{\displaystyle |j_{1}m_{1}j_{2}m_{2}\rangle =|j_{1}m_{1}\rangle \otimes |j_{2}m_{2}\rangle }
一般地，若 f, g 分别是这两个空间里的算符，则在积空间上可以定义下列算符：
{\displaystyle f\otimes g:V_{1}\otimes V_{2}\rightarrow V_{1}\otimes V_{2},u\otimes v\rightarrow (fu)\otimes (gv)}
另一方面，定义在这两个空间上的算符可以自然地嵌入到积空间中，只需取
{\displaystyle f\rightarrow f\otimes 1,g\rightarrow 1\otimes g}
其中 1 表示恒等操作（算符）。
在这样的定义下，两个角动量算符的的耦合表达为：
{\displaystyle j_{\alpha }=j_{1,\alpha }+j_{2,\alpha }=j_{1,\alpha }\otimes 1+1\otimes j_{2,\alpha },\quad \alpha \in \{x,y,z\}}
{\displaystyle \mathbf {j} =\mathbf {j} _{1}+\mathbf {j} _{2}=\mathbf {j} _{1}\otimes 1+1\otimes \mathbf {j} _{2},\quad \alpha \in \{x,y,z\}}
容易验证这样定义的 j 满足角动量的基本对易关系，因此是一个角动量算符，称为总角动量算符。
根据角动量的一般理论，总角动量算符也有自己的本征函数组，它可以用积空间里的基来表示
{\displaystyle |jm\rangle =\sum _{m_{1},m_{2}}\langle j_{1}m_{1}j_{2}m_{2}|jm\rangle |j_{1}m_{1}j_{2}m_{2}\rangle }
这里的线性组合系数
{\displaystyle \langle j_{1}m_{1}j_{2}m_{2}|jm\rangle }
就被称为克莱布希－高登系数。在正交归一性的要求下，克莱布希－高登系数仍然具有相位不确定性。本文中取 Condon-Shortle 惯例，使所有克莱布希－高登系数为实数。

## 耦合表象中量子数的取值
{\displaystyle j_{z}=j_{1,z}+j_{2,z}}
上式两边取矩阵元，就得到：
{\displaystyle \langle j_{1}m_{1}j_{2}m_{2}|jm\rangle =\delta _{m_{1}+m_{2},m}\langle j_{1}m_{1}j_{2}m_{2}|jm_{1}+m_{2}\rangle }
故在克莱布希－高登系数的表达式中可以省略 m 的值。
下面考虑耦合表象中量子数 j 的取值，根据上式，有
{\displaystyle j_{\max }=m_{\max }=m_{1,\max }+m_{2,\max }=j_{1}+j_{2}}
故 j 最大的可能取值是 j1 与 j2 的和，且它只出现一次。此时
{\displaystyle m=-j_{\max },-j_{\max }+1,\dots ,j_{\max }-1,j_{\max }}
考虑下一个可能的 j，显然第二大的 m=mmax-1，它可以通过两种方式组合而来，
{\displaystyle m_{1}=j_{1}-1,m_{2}=j_{2}{\text{ or }}m_{1}=j_{1},m_{2}=j_{2}-1}
它们张开成一个二维的空间，但 j=jmax 的本征函数组里面已经出现过 m=jmax-1，这里占用了一维，因此下一个可能的 j 只能是 jmax-1，它同样只出现一次。
这样分析下去，就会知道 j 的所有可能取值只能是
{\displaystyle j_{\min },j_{\min }+1,\dots ,j_{\max }-1,j_{\max }}
其中每个 j 恰好出现一次，且
{\displaystyle j_{\max }-j_{\min }\in \mathbb {Z} }
但积空间的维数应该等于两个空间维数之积，即
{\displaystyle \sum _{n=j_{\min }}^{j_{\max }}(2n+1)=(2j_{1}+1)(2j_{2}+1)}
故有
{\displaystyle j_{\min }=|j_{1}-j_{2}|}

## 一个例子
以 {\displaystyle j_{1}=j_{2}={\frac {1}{2}}} 为例。
对任意一个算符 {\displaystyle f}，本节中的矩阵元表示
{\displaystyle \langle j_{1}m_{1}j_{2}m_{2}|f|j_{1}m_{1}j_{2}m_{2}\rangle }
的值。
{\displaystyle j_{z}={\frac {1}{2}}\left({\begin{bmatrix}1&0&0&0\\0&1&0&0\\0&0&-1&0\\0&0&0&-1\end{bmatrix}}+{\begin{bmatrix}1&0&0&0\\0&-1&0&0\\0&0&1&0\\0&0&0&-1\end{bmatrix}}\right)={\begin{bmatrix}1&0&0&0\\0&0&0&0\\0&0&0&0\\0&0&0&-1\end{bmatrix}}}
{\displaystyle j_{+}={\begin{bmatrix}0&0&0&0\\0&0&0&0\\1&0&0&0\\0&1&0&0\end{bmatrix}}+{\begin{bmatrix}0&0&0&0\\1&0&0&0\\0&0&0&0\\0&0&1&0\end{bmatrix}}={\begin{bmatrix}0&0&0&0\\1&0&0&0\\1&0&0&0\\0&1&1&0\end{bmatrix}}=j_{-}^{\dagger }}
{\displaystyle \mathbf {j} ^{2}={\frac {1}{2}}[j_{+},j_{-}]_{+}+j_{z}^{2}={\begin{bmatrix}2&0&0&0\\0&1&1&0\\0&1&1&0\\0&0&0&2\end{bmatrix}}}
计算最后一个矩阵的本征值和本征向量，得到
{\displaystyle {\begin{bmatrix}2&0&0&0\\0&1&1&0\\0&1&1&0\\0&0&0&2\end{bmatrix}}{\begin{bmatrix}0&0&1&0\\-2^{-1/2}&2^{-1/2}&0&0\\2^{-1/2}&2^{-1/2}&0&0\\0&0&0&1\end{bmatrix}}={\begin{bmatrix}0&0&1&0\\-2^{-1/2}&2^{-1/2}&0&0\\2^{-1/2}&2^{-1/2}&0&0\\0&0&0&1\end{bmatrix}}\operatorname {diag} \{0,2,2,2\}}
于是可知克莱布希－高登系数为：
| m=1                          | j=                                                 |
| {\displaystyle m_{1},m_{2}=} | \| \| 1 \| \| 1/2, 1/2 \| {\displaystyle 1\!\,} \| |
|                              | 1                                                  |
| 1/2, 1/2                     | {\displaystyle 1\!\,}                              |

| m=0       | j= |                                             |
| m1, m2=   | \| \| 1 \| 0 \| \| 1/2, -1/2 \| {\displaystyle {\sqrt {\frac {1}{2}}}\!\,} \| {\displaystyle {\sqrt {\frac {1}{2}}}\!\,} \| \| -1/2, 1/2 \| {\displaystyle {\sqrt {\frac {1}{2}}}\!\,} \| {\displaystyle -{\sqrt {\frac {1}{2}}}\!\,} \| |                                             |
|           | 1 | 0                                           |
| 1/2, -1/2 | {\displaystyle {\sqrt {\frac {1}{2}}}\!\,} | {\displaystyle {\sqrt {\frac {1}{2}}}\!\,}  |
| -1/2, 1/2 | {\displaystyle {\sqrt {\frac {1}{2}}}\!\,} | {\displaystyle -{\sqrt {\frac {1}{2}}}\!\,} |

| m=-1       | j=                                                   |
| m1, m2=    | \| \| 1 \| \| -1/2, -1/2 \| {\displaystyle 1\!\,} \| |
|            | 1                                                    |
| -1/2, -1/2 | {\displaystyle 1\!\,}                                |

从上面的例子可以看到，对于一般的情况，用矩阵来求克莱布希－高登系数将是十分繁琐的。一般可以采用下面的 Racah 表达式计算，更多的情况是直接查表。

## Racah 表达式
Racah 用代数方法得出了克莱布希－高登系数的有限级数表达式。
{\displaystyle {\begin{array}{cl}&\langle j_{1}m_{1}j_{2}m_{2}|j_{3}m_{3}\rangle \\=&\delta _{m_{3},m_{1}+m_{2}}\left[(2j_{3}+1){\frac {(j_{1}+j_{2}-j_{3})!(j_{2}+j_{3}-j_{1})!(j_{3}+j_{1}-j_{2})!}{(j_{1}+j_{2}+j_{3}+1)!}}\times \prod _{i=1,2,3}(j_{i}+m_{i})!(j_{i}-m_{i})!\right]^{1/2}\\\times &\sum _{\nu }[(-1)^{\nu }\nu !(j_{1}+j_{2}-j_{3}-\nu )!(j_{1}-m_{1}-\nu )!(j_{2}+m_{2}-\nu )!(j_{3}-j_{1}-m_{2}+\nu )!(j_{3}-j_{2}+m_{1}+\nu )!]^{-1}\end{array}}}
其中， ν 的求和限制在使得所有的阶乘因子中的数非负的范围内。

## 对称性
克莱布希－高登系数有下列的对称性
{\displaystyle {\begin{aligned}\langle j_{1}m_{1}j_{2}m_{2}|JM\rangle &=(-1)^{j_{1}+j_{2}-J}\langle j_{1}\,{-m_{1}}j_{2}\,{-m_{2}}|J\,{-M}\rangle \\&=(-1)^{j_{1}+j_{2}-J}\langle j_{2}m_{2}j_{1}m_{1}|JM\rangle \\&=(-1)^{j_{1}-m_{1}}{\sqrt {\frac {2J+1}{2j_{2}+1}}}\langle j_{1}m_{1}J\,{-M}|j_{2}\,{-m_{2}}\rangle \\&=(-1)^{j_{2}+m_{2}}{\sqrt {\frac {2J+1}{2j_{1}+1}}}\langle J\,{-M}j_{2}m_{2}|j_{1}\,{-m_{1}}\rangle \\&=(-1)^{j_{1}-m_{1}}{\sqrt {\frac {2J+1}{2j_{2}+1}}}\langle JMj_{1}\,{-m_{1}}|j_{2}m_{2}\rangle \\&=(-1)^{j_{2}+m_{2}}{\sqrt {\frac {2J+1}{2j_{1}+1}}}\langle j_{2}\,{-m_{2}}JM|j_{1}m_{1}\rangle \end{aligned}}}

## 与维格纳 3-j 符号的关系
克莱布希－高登系数与维格纳 3-j 符号有下列关系：
{\displaystyle {\begin{pmatrix}j_{1}&j_{2}&j_{3}\\m_{1}&m_{2}&m_{3}\end{pmatrix}}\equiv {\frac {(-1)^{j_{1}-j_{2}-m_{3}}}{\sqrt {2j_{3}+1}}}\langle j_{1}m_{1}j_{2}m_{2}|j_{3}\,{-m_{3}}\rangle .}
后者可以用于计算下列形式的球谐函数积分：
{\displaystyle {\begin{aligned}&{}\quad \int Y_{l_{1}m_{1}}(\theta ,\varphi )Y_{l_{2}m_{2}}(\theta ,\varphi )Y_{l_{3}m_{3}}(\theta ,\varphi )\,\sin \theta \,\mathrm {d} \theta \,\mathrm {d} \varphi \\&={\sqrt {\frac {(2l_{1}+1)(2l_{2}+1)(2l_{3}+1)}{4\pi }}}{\begin{pmatrix}l_{1}&l_{2}&l_{3}\\[8pt]0&0&0\end{pmatrix}}{\begin{pmatrix}l_{1}&l_{2}&l_{3}\\m_{1}&m_{2}&m_{3}\end{pmatrix}}\end{aligned}}}
由球谐函数的正交归一性，上面的结果也可以用来对球谐函数作展开。